# BPEL
BPEL(4WS) Business Process Execution Language (for Web Services) er en XML-baseret standard for at sammensætte processer som Web Services.
Sammensætningen sker i et workflow, som kan bruges i runtime af en Work Flow Manager (engine).
BPEL(4WS) støttet af blandt andre IBM og Microsoft.